# Klöchite
La klöchite (simbolo IMA: Klö) è un minerale e un ciclosilicato molto raro del gruppo della milarite con la composizione chimica semplificata K□2Fe3+Fe2+2Zn3Si12O30.

## Etimologia e storia
La klöchite si è formata durante il metamorfismo di contatto di inclusioni di rocce estranee ricche di silicati in magmi ricchi di alcali ed è stata trovata solo nella sua località tipo, il vulcano Klöch in Stiria (Austria).
Nel 2000, il collezionista di minerali austriaco Walter Trattner, che scoprì il minerale trattnerite che porta il suo nome nel 1999, scoprì un altro nuovo minerale del gruppo della milarite in un'inclusione di roccia esterna ricca di quarzo proveniente dal vulcano Klöch vicino a Bad Radkersburg in Stiria. Il minerale fu analizzato e descritto scientificamente per la prima volta da Hans-Peter Bojar, Franz Walter, Christoph Hauzenberger e Walter Postl, che gli diedero il nome della sua località tipo. I risultati dell'analisi e il nome scelto sono stati presentati all'Associazione Mineralogica Internazionale (IMA) per la revisione nel 2007 (numero di iscrizione IMA: 2007-054) e il minerale è stato riconosciuto come autonomo nello stesso anno.

## Classificazione
La klöchite non è ancora elencata nell'obsoleta, ma in parte ancora in uso 8ª edizione della sistematica dei minerali secondo Strunz.
Solo nella Sistematica dei lapis (Lapis-Systematik) di Stefan Weiß, che si basa ancora su questa vecchia edizione di Strunz per considerazione verso i collezionisti privati e le collezioni istituzionali, il minerale ha ricevuto il sistema nº VII/E.22-65. Lo si trova elencato insieme ad almarudite, armenite, berezanskite, brannockite, chayesite, darapiosite, dusmatovite, eifelite, emeleusite, faizievite, merrihueite, milarite, oftedalite, osumilite, osumilite-(Mg), poudretteite, roedderite, shibkovite, sogdianite, sugilite, trattnerite, yagiite e yakovenchukite-(Y) nel "gruppo della milarite-osumilite" con il sistema nº VIII/E.22, che si trova nella classe dei "ciclosilicati".
La 9ª edizione della sistematica minerale di Strunz, valida dal 2001 e utilizzata dall'IMA, classifica la klöchite nella classe "9.C Ciclosilicati"; questa è ulteriormente suddivisa in base alla struttura degli anelli, in modo che il minerale possa essere trovato nella suddivisione "9.CM [Si6O18]12- anelli doppi con 6 membri (sei doppi anelli)" in base alla sua struttura. Qui forma il sistema nº 9.CM.05 insieme ad almarudite, berezanskite, brannockite, chayesite, darapiozite, dusmatovite, eifelite, friedrichbeckeite, merrihueite, oftedalite, osumilite-(Mg), poudretteite, roedderite, shibkovite, sogdianite, sugilite, trattnerite, yagiite, armenite, milarite e osumilite.
Anche la classificazione dei minerali secondo Dana, che viene utilizzata principalmente nel mondo anglosassone, classifica la klöchite nella classe dei "silicati e germanati" e lì nella più finemente divisa sottoclasse dei "ciclosilicati: anelli condensati". Qui è nel "gruppo della milarite-osumilite" con il sistema nº 63.02.01a all'interno della sottosezione "Ciclosilicati: anelli condensati a 6 membri".

## Chimica
La klöchite è l'analogo Fe-Zn dell'oftedalite e dell'agacanovite-(Y) e la composizione misurata dalla località tipo è:
- {\displaystyle \mathrm {^{[12]}(K_{0,78}Na_{0,22})^{[9]}(\Box _{1,67}Na_{0,33})^{[6]}(Fe_{1,19}^{3+}Fe_{0,45}^{2+}Mn_{0,27}Ca_{0,04}Co_{0,02}Ni_{0,01}Mg_{0,01}Ti_{0,01})^{[4]}(\Box _{0,25}Zn_{2,63}Fe_{0,10}^{2+}Li_{0,02})[Si_{12}O_{30}]} }

dove il numero di coordinazione della rispettiva posizione nella struttura cristallina è indicato tra parentesi quadre.

## Abito cristallino
La klöchite cristallizza nel sistema esagonale nel gruppo spaziale P6/mcc (gruppo nº 192) con i parametri del reticolo a = 10,120 Å e c = 14,298 Å oltre a due unità di formula per cella unitaria.
La klöchite è isotipica della milarite, il che significa che cristallizza con la stessa struttura della milarite. La posizione C coordinata 12 volte è completamente occupata da potassio (K+) e sodio (Na+), mentre la posizione B coordinata 9 volte non è occupata. La posizione A coordinata a 6 volte viene miscelata con cationi di ferro bivalenti e trivalenti (Fe3+, Fe2+) e manganese (Mn). La posizione T2 coordinata tetraedrica contiene principalmente zinco (Zn2+), ferro (Fe2+) e alcuni posti vacanti. La posizione T1, che costruisce i 6 doppi anelli, contiene solo silicio (Si4+).

## Origine e giacitura
La klöchite si è formata durante il metamorfismo di contatto ad alte temperature intorno ai 900 °C e a bassa pressione in xenoliti ricche di silicio e in basalti ricchi di alcali ed è stata trovata solo nella sua località tipo, il vulcano Klöch in Stiria (Austria)e a Machico sull'isola di Madera in Portogallo.
Il minerale si trova associato a quarzo, sanidino, diopside, fluororichterite, titanite, enstatite, forsterite, ilmenite e mottramite.

## Forma in cui si presenta in natura
La klöchite sviluppa cristalli a lamelle blu a sei lati di dimensioni inferiori a un millimetro.